# Éclipse solaire du 25 octobre 2022
L'éclipse solaire du 25 octobre 2022 est la 16e éclipse partielle du XXIe siècle.
La prochaine éclipse solaire se produisant dans les mêmes zones géographiques sera celle du 29 mars 2025, suivie par la totale du 12 août 2026.

## Zone de visibilité
L'éclipse de Soleil est visible depuis la majeure partie de l'Europe, de l'Asie occidentale et du nord-est de l'Afrique.
Une éclipse de Soleil se produit lorsque le Soleil, la Lune et la Terre sont alignées. Quand l'alignement est quasiment parfait, le cône d'ombre de la Lune touche la surface de la Terre et occulte l'intégralité du disque solaire : l'éclipse est totale.
L'éclipse débute à 8 h 58 UTC en Islande, atteint son maximum vers 9 h 49 UTC et se finit à 10 h 42 UTC en Inde.
La phase maximale de cette éclipse partielle a lieu dans la plaine de Sibérie occidentale en Russie, près de la ville de Nijnevartovsk. Le Soleil est caché à 82,2%.
Elle traverse l'Europe, l'Afrique du Nord-Est et le Moyen-Orient. L'ombre de la Lune ne touche pas le sol et il n'est nulle part possible d'assister à l'occultation totale du Soleil.

## En Europe

### En Belgique
L'éclipse est partiellement visible depuis la Belgique. Elle commence vers 11 h 15 dans le nord du pays, 11 h 30 dans le sud, pour s'achever aux alentours de 13 h.

### En France

Vue de Belfort.

Les observateurs doivent être très prudents lorsqu'ils regardent l'éclipse solaire. Ne regardez jamais le Soleil à l'œil nu. L'observation en toute sécurité d'une éclipse solaire partielle nécessite l'utilisation de lunettes de Soleil, de jumelles et de télescopes avec des filtres spéciaux. Les rayons ultraviolets et la lumière infrarouge du soleil peuvent endommager l'œil si les gens regardent directement le Soleil,.
A l'occasion de cette éclipse partielle de Soleil, était organisé à l'Observatoire de Paris la conférence « Les Eclipsées : femmes scientifiques ou la face cachée de l'Histoire », au cours de laquelle l'association Femmes & Sciences a dévoilé le projet Hypatie pour la Tour Eiffel, qui propose d'ajouter les noms de 40 femmes scientifiques sur le monument.

## Galerie

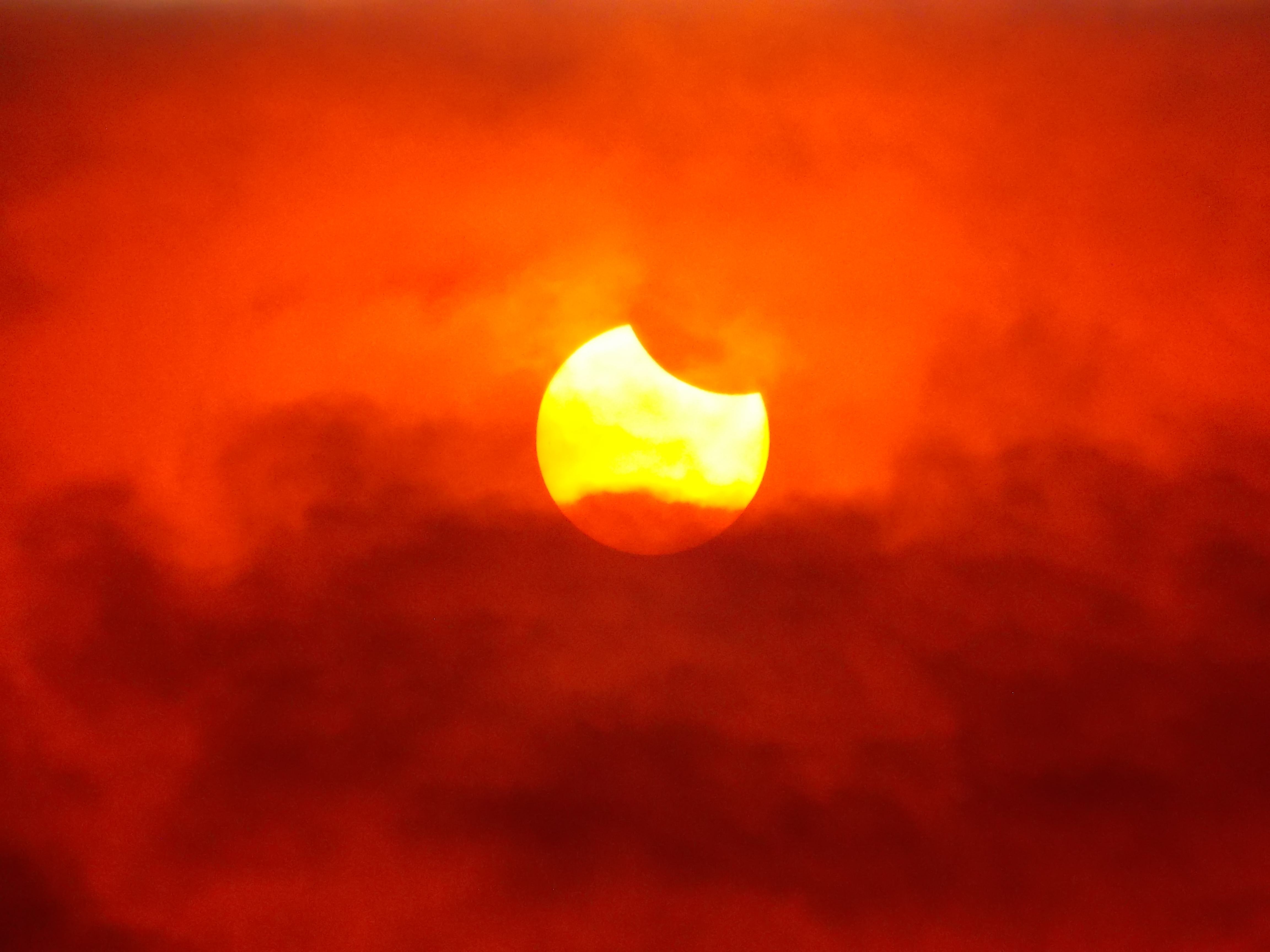
De Poltava à 9 h 48 UTC
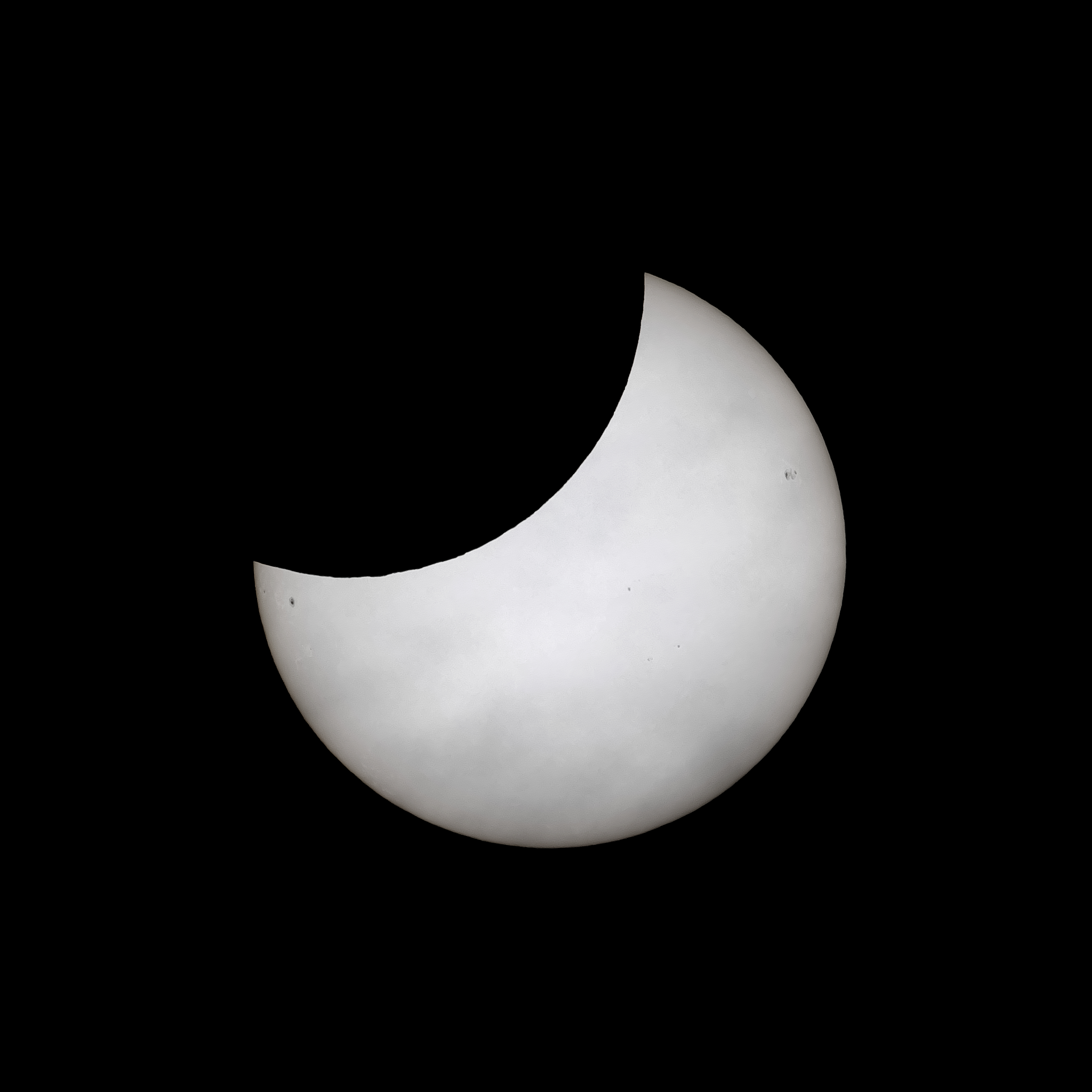
De Berlin près du maximum à 10 h 13 UTC
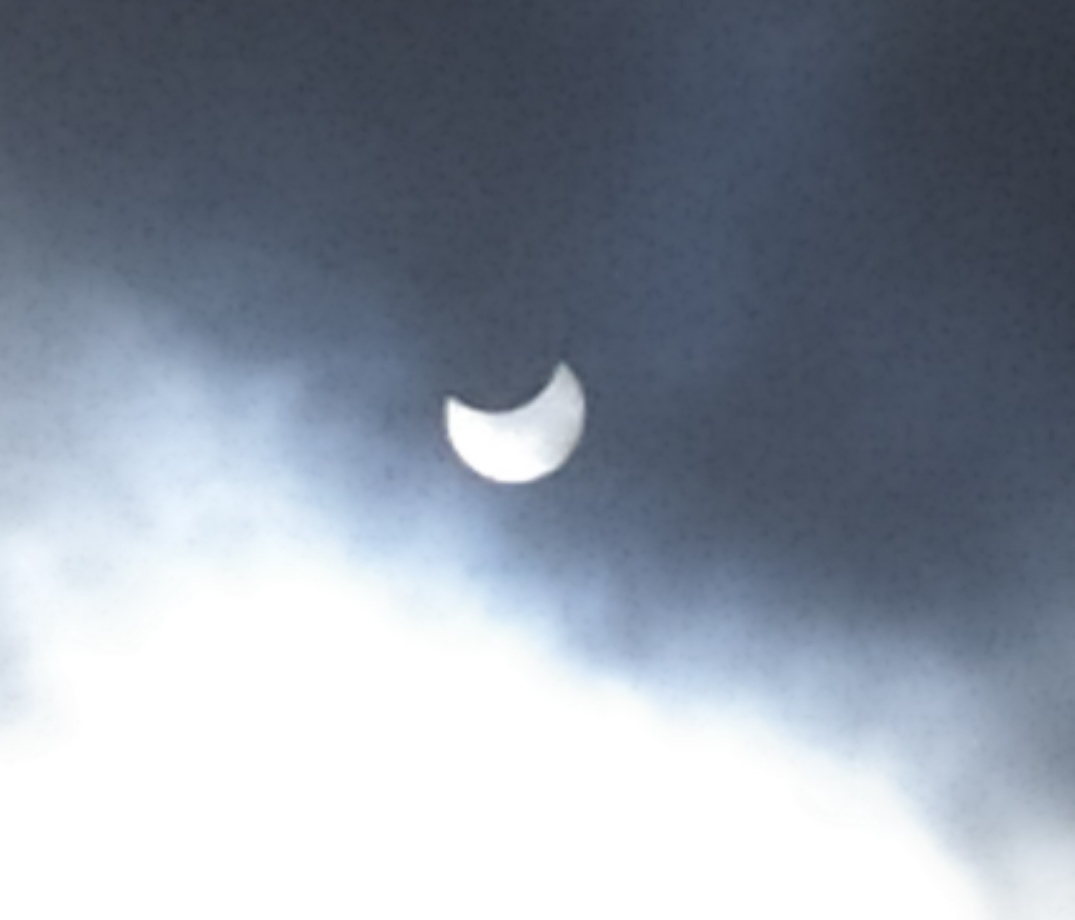
De Lutkówka à 10 h 11 UTC
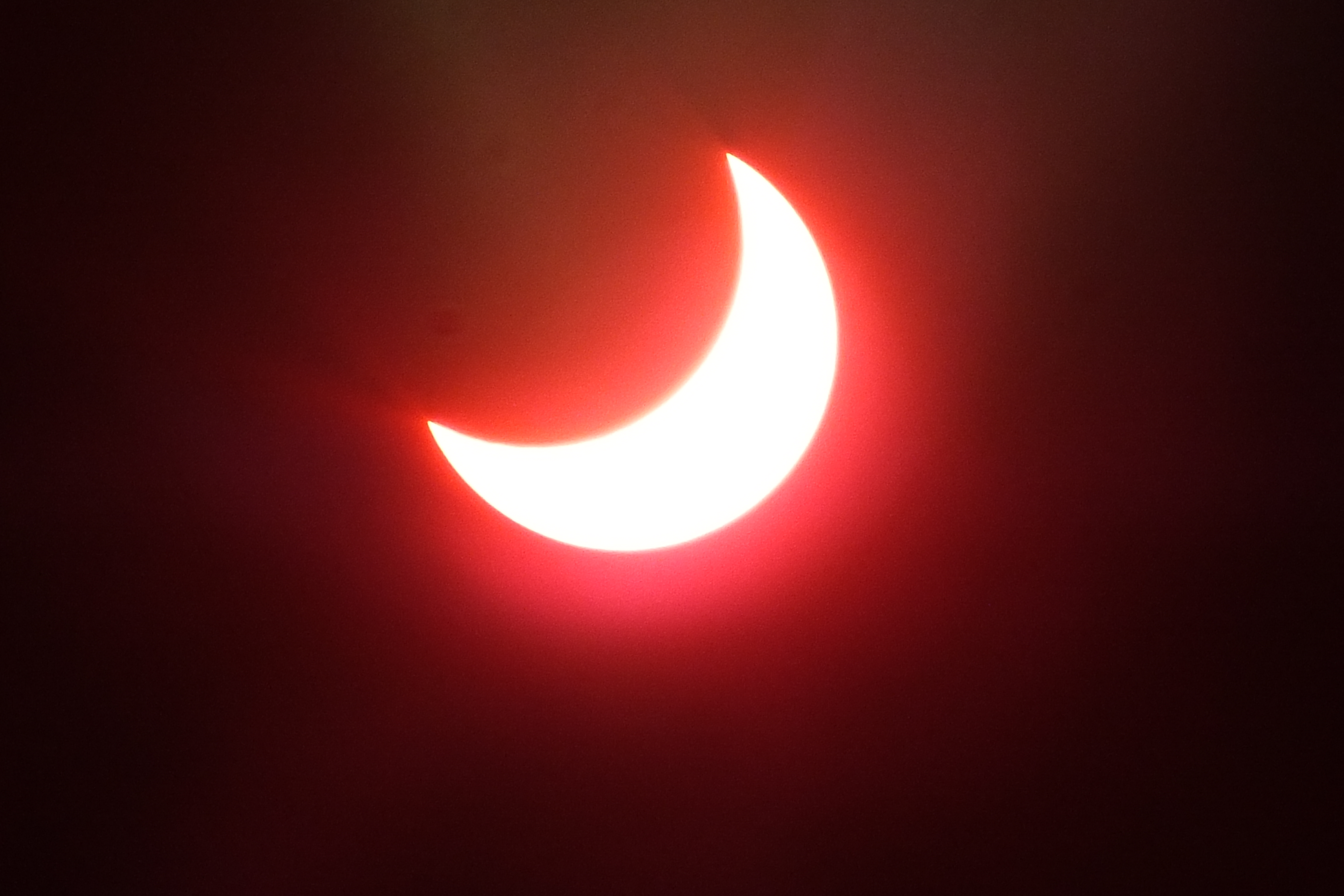
De Moscou à 10 h 47 UTC
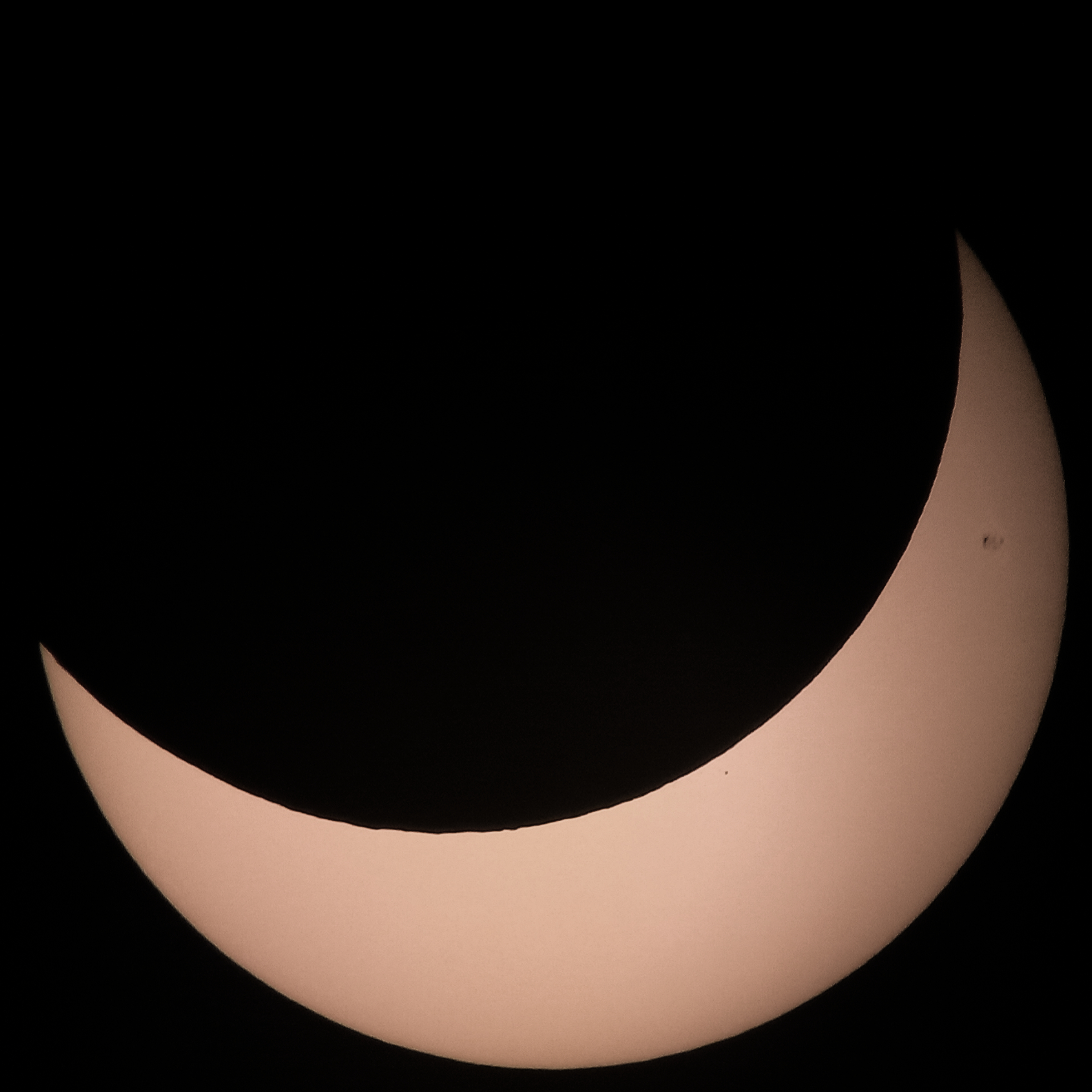
De Saratov à 10 h 54 UTC
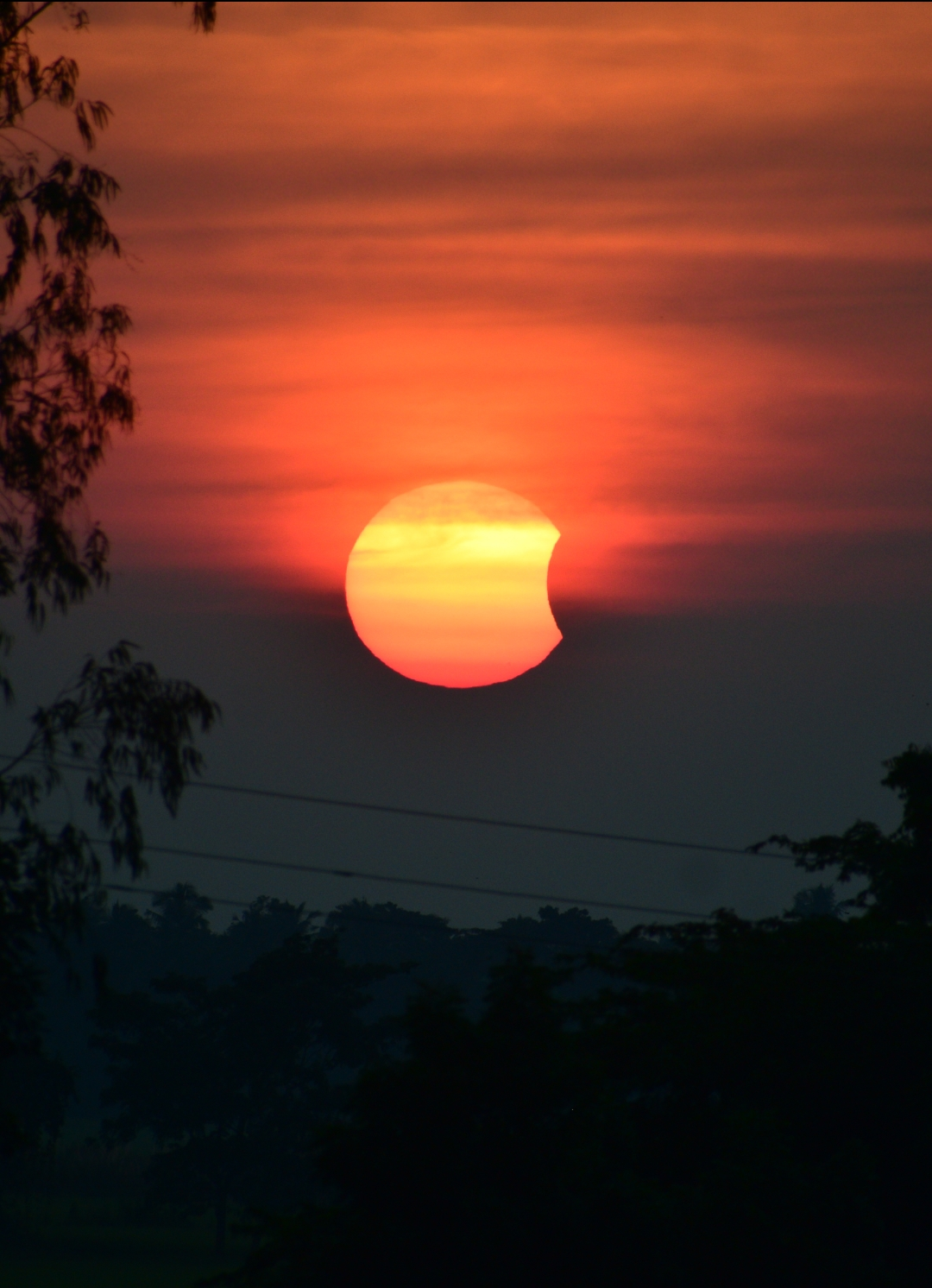
De Bhubaneswar à 12 h 11 UTC
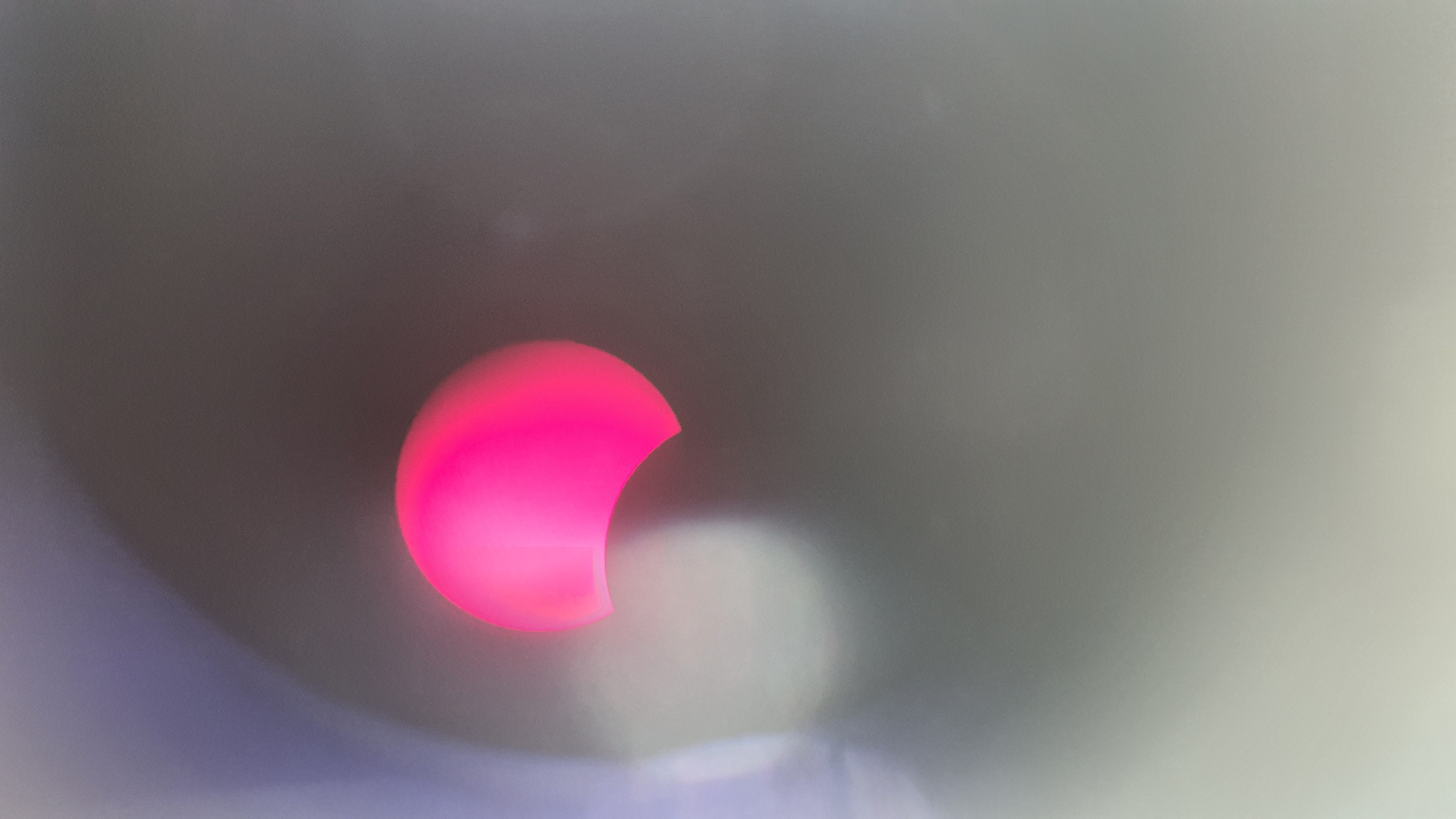
De Milton Keynes à 12 h 2 UTC
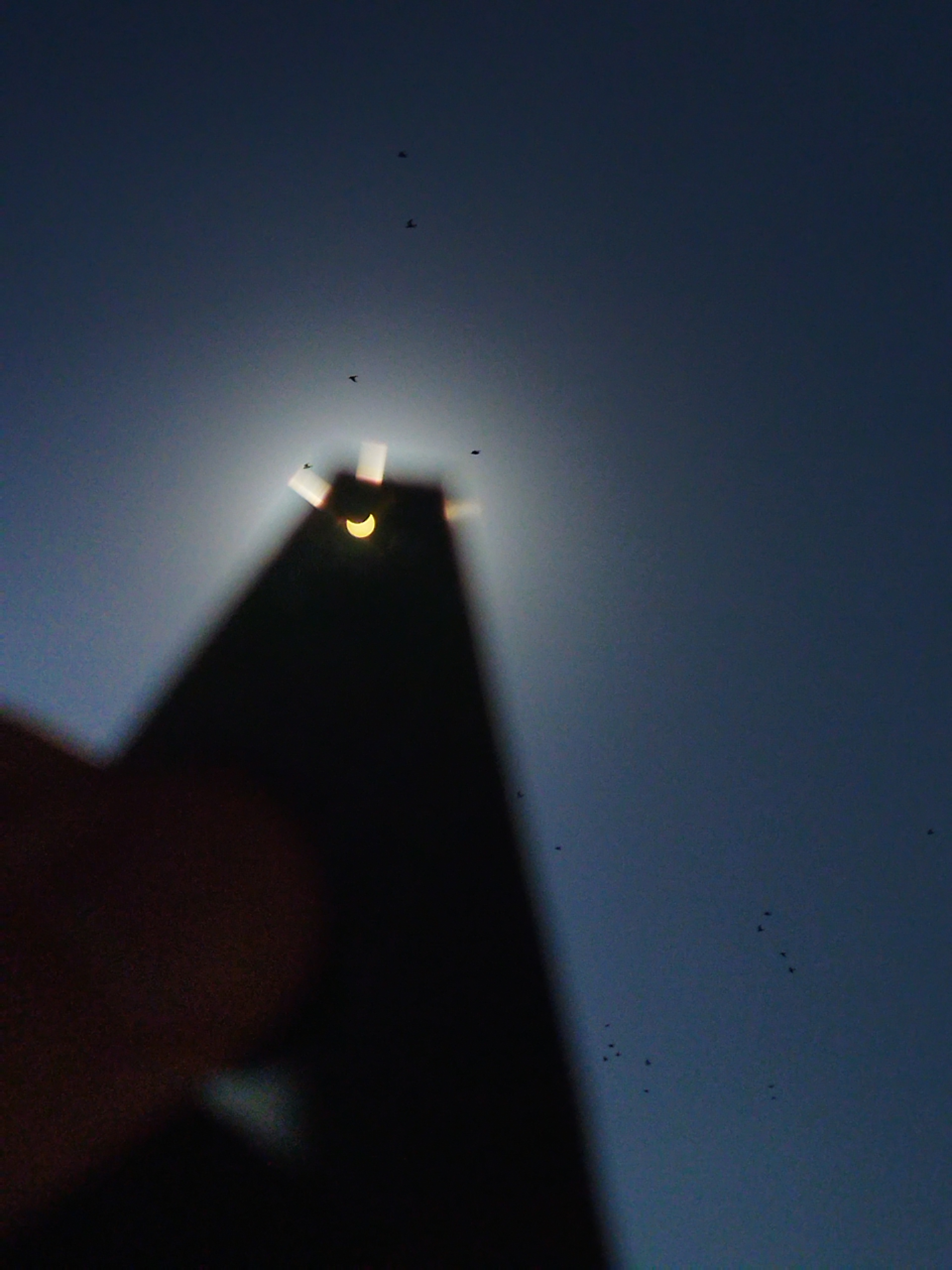
D'Ankara à 10 h 43 UTC